# نادي لاندودنو
نادي لاندودنو لكرة القدم (Llandudno Football Club) هو نادي كرة قدم ويلزي، تأسس سنة 1988.